# A patra Convenție de la Geneva
Cea de-a Patra Convenție de la Geneva din 1949 dezbate apărarea populației civile într-un război între state sau sub ocupație militară. Ca populație civilă, pentru care există obligația de a o proteja, fac parte toți cei care nu participă la luptă (inclusiv cetățeni, soldați de ambele părți care au depus armele, răniți, bolnavi, etc.).
La întrebarea dacă Convențiile de la Geneva, fac parte din Dreptul Cutumiar sau Tratat de Drept este controversata. Cei care privesc Convenția de la Geneva ca parte a Dreptului Cutumiar, susțin că această Convenție, împreună cu primele trei (prima, a doua și a treia), care au fost reformulate în 1949, și Convenția de la Haga din 1907, obligă toate statele participantela un conflict armat, inclusiv țările care nu au semnat toate Convențiile sau nu le-au ratificat pe toate. 
Principiul protecției populației civile se bazează pe faptul că, deși în ultima sută de ani populația civilă nu participă la ostilități, cu toate acestea civilii sunt principalele victime (morți și răniți) ale războaielor. Convenția interzice, ca regulă de bază, aducerea de prejudicii populației civile și a bunurilor proprii ale lor, pe timp de război. Această obligație revine tuturor forțelor militare și civile. Articolul 32 din cea de-a Patra Convenție de la Geneva prevede:
„Semnatarii Convenției aprobă explicit că fiecăruia dintre ei le este interzis execute orice faptă care să producă suferință fizică sau să extermine pe cei din mâinile lor. Această interdicție se aplică nu numai în caz de omor, chinuri, pedepse corporale, mutilare corporală, experiențe medicale sau științifice asupra celor apărați, ci și pentru alte acte de cruzime, aduse de către civili sau agenți militari”.

## Obligațiile ocupantului față de populație
În cazul ocupației străine, relațiile dintre ocupant și civili se schimbă. Nu mai e vorba doar de Situație de Urgență provizorie, în care se execută luptă, ci de o situație obișnuită, uneori de lungă durată. De aceea, obligațiile ocupantului în raport cu populația civilă și a proprietății ei crește, și odată cu ea crește obligația ei privind protecția drepturilor omului și a face posibilă desfășurarea obișnuită a vieții de zi cu zi.
Puterea ocupantă e obligată să asigure ordinea și securitatea publică, respectând în același timp aleșii locali.
Drepturile și interdicțiile care trebuiesc apărate de către ocupant sunt: Dreptul la viață; Dreptul la libera circulație; Dreptul de a-și câștiga existența; Dreptul la locuință; Dreptul la proprietate; Dreptul la un proces echitabil; Dreptul la tratament medical; Dreptul la planificarea mediului; Interzicerea pedepsei colective; Interzicerea expulzării locuitorilor în afara teritoriului ocupat; Interzicerea populării cu civili din statul ocupant pe teritoriul ocupat; Interzicerea aplicării presiunii de a coopera cu forțele de ocupație.